# Broken Hope
A Broken Hope (jelentése: Megtört remény) amerikai death metal együttes. Lemezeiket a Metal Blade Records és a Century Media Records kiadók jelentetik meg.

## Története
1988-ban alakultak Chicagoban. Az eredeti felállás a következő volt: Joe Ptacek - éneklés, Jeremy Wagner - ritmusgitár, Brian Griffin - gitár, Ryan Stanek - dobok. Leszerződtek a kicsi, független grindcore témájú lemezkiadóhoz, a "RedLight Label"-höz és első nagylemezüket náluk jelentették meg. Második stúdióalbumuk már a Metal Blade gondozásában került piacra. Harmadik és negyedik lemezük egyaránt elérte a "CMJ New Music Monthly" top 25-ös listáját. Ötödik stúdióalbumuk 1999-ben került a boltok polcaira. 2002-ben a zenekar feloszlott. 2007-ben Jeremy Wagner ritmusgitáros egy interjúban elmondta, hogy főleg az európai támogatás hiánya miatt oszlottak fel. 2010-ben Joe Ptacek öngyilkos lett. 2012-ben azonban újraalakultak, két régi taggal (Shaun Glass és Jeremy Wagner) és két új taggal (Mike Miczek és Damien Leski). Az új Broken Hope turnézni indult, olyan nevekkel, mint az Obituary, Jungle Rot, Decrepit Birth, Encrust. 2013-ban és 2017-ben új nagylemezeket is megjelentettek. 2015-ben Ryan Stanek dobos is elhunyt.

## Tagok
- Jeremy Wagner - ritmusgitár (1988-2002, 2012-)
- Damien Leski - éneklés (2012-)
- Mike Miczek - dobok (2012-)
- Matt Szlachta - gitár (2014-)
- Diego Soria - basszusgitár (2014-)

Volt tagok:
- Joe Ptacek - éneklés (1988-2002, 2010-ben elhunyt)
- Ryan Stanek - dobok (1988-1997, 2015-ben elhunyt)
- Ed Hughes - basszusgitár (1988-1994)
- Dave Duff - gitár (1988-1990)
- Brian Griffin - gitár (1991-2002)
- Shaun Glass - basszusgitár (1995-1998, 2012-2014)
- Duane Timlin - dobok (1997-1999)
- Brian Hobbie - basszusgitár (1999-2002)
- Sean Baxter - dobok (1999-2002)
- Ryan Schimmenti - basszusgitár (1999)
- Mike Zwicke - basszusgitár (1999)
- Larry DeMumbrum - dobok (1999)
- Chuck Wepfer - gitár (2012-2014)

## Diszkográfia
- Swamped in Gore (1991)
- The Bowels of Repugnance (1993)
- Repulsive Connection (1995)
- Loathing (1997)
- Grotesque Blessings (1999)
- Omen of Disease (2013)
- Mutilated and Assimilated (2017)

### Demók
- Broken Hope (1990)
- Demo 2 (1990)
- Demo '93 (1993)

### EP-k
- Hobo Stew (1993)

### Koncertalbumok
- Live Disease (2015)